# 堀端町 (八戸市)
堀端町（ほりばたちょう）は、青森県八戸市の地名。

## 地理
八戸市の中央部に位置し、北に内丸三丁目、東に常海町、南に番町、西に内丸一丁目・八戸市役所が面している。地区の面積は12954平方メートル。八戸市中心市街地の区域、三八城地区に属する。

## 地名の由来
南部八戸の城下町によると「町名は外堀に面していたことによる」と記されている。

## 歴史

### 沿革
- 1872年（明治5年）町村役人廃止により大区小区制による地方行政制度に改められる[7]。当時地名は堀端丁とされ、九大区二小区の42村の一つに含まれた[8]。
- 1889年（明治22年）4月1日 - 町村制施行。堀端丁は三戸郡八戸町に属する。
- 1929年（昭和4年） 市制施行に伴い、堀端町は八戸市に属する[9]。
- 1982年（昭和57年）2月1日 - 内丸地区の住居表示実施に伴い、一部が内丸一丁目に変更される[10][11]。

## 世帯数と人口
| 字         | 世帯数 | 人口 |
| 大字堀端町 | 20世帯 | 25人 |
| 合計       | 20世帯 | 25人 |